# Islote Humps
El islote Humps o islote Giboso (en Argentina), es una isla de 1 kilómetro de largo, que posee dos cumbres cerca del extremo occidental, de las cuales la más alta alcanza los 178 metros. Se sitúa a 7 kilómetros al sur-sureste de la punta del cabo Morro (o punta Naze), al norte de la isla James Ross y en aguas del golfo Erebus y Terror. Integra el grupo de la isla James Ross, ubicado al este de la península Trinidad, Antártida.

## Historia y toponimia
Fue descubierta en febrero de 1902 por la Expedición Antártica Sueca de Otto Nordenskjöld. En noviembre de 1945 fue cartografiada por el actual British Antarctic Survey. Su nombre fue colocado en 1948 por el Comité de Topónimos Antárticos del Reino Unido en referencia a las cumbres gemelas de la isla. El nombre fue traducido al castellano en la toponimia antártica argentina.

## Reclamaciones territoriales
Argentina incluye la isla en el departamento Antártida Argentina dentro de la provincia de Tierra del Fuego, Antártida e Islas del Atlántico Sur; para Chile forman parte de la comuna Antártica de la provincia Antártica Chilena dentro de la Región de Magallanes y de la Antártica Chilena; y para el Reino Unido integran el Territorio Antártico Británico. Las tres reclamaciones están sujetas a las disposiciones del Tratado Antártico.
Nomenclatura de los países reclamantes: 
- Argentina: islote Giboso[5][6]
- Chile: islote Humps[7]
- Reino Unido: Humps Island[3]